# Österrikes kommunistiska parti

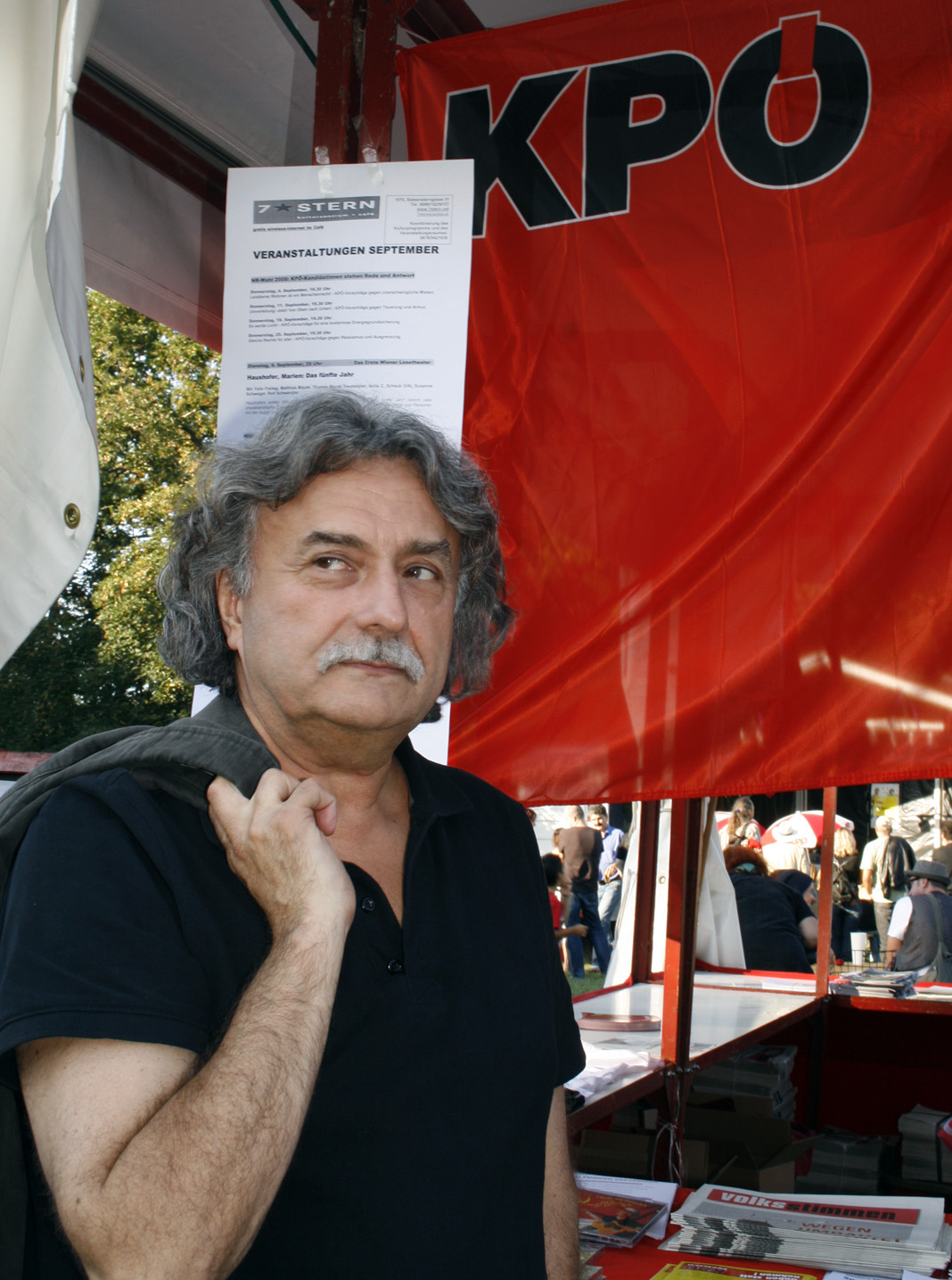
Mirko Messner är KPÖ:s partiledare sedan 2006.

Österrikes kommunistiska parti (tyska: Kommunistische Partei Österreichs, KPÖ) är ett kommunistiskt politiskt parti i Österrike. Partiet bildades 1918 och är därmed ett av världens äldsta kommunistiska partier.
Efter andra världskriget har KPÖ suttit i nationalrådet mellan 1945 och 1959. Mellan 1945 och 1947 ingick KPÖ i två samlingsregeringar under Karl Renner respektive Leopold Figl. Ända fram till 1970 har partiet suttit i flera lantdagar. 2005 lyckades partiet återigen komma in i Steiermarks lantdag. KPÖ har sitt starkaste fäste i Steiermark och 2012 fick KPÖ 20 procent av rösterna i kommunalvalet i Graz, Österrikes andra största stad. Vid valet 2021 fick man 26% i samma stad och blev därmed största parti och kunde utse borgmästaren i staden. 2023 vann man 11,6% av rösterna i delstatsvalet i Salzburg.
Sedan 2004 är KPÖ medlem i Europeiska vänsterpartiet.
Partiledare är sedan 2006 Mirko Messner.

## Valresultat sedan 1945
| Val  | Andel       | Mandat  | Ref    |
| ---- | ----------- | ------- | ------ |
| 1945 | 5,4 procent | 4 / 165 | [ 1 ]  |
| 1949 | 5,1 procent | 5 / 165 | [ 2 ]  |
| 1953 | 5,3 procent | 4 / 165 | [ 3 ]  |
| 1956 | 4,4 procent | 3 / 165 | [ 4 ]  |
| 1959 | 3,3 procent | 0 / 165 | [ 5 ]  |
| 1962 | 3,0 procent | 0 / 165 | [ 6 ]  |
| 1966 | 0,4 procent | 0 / 165 | [ 7 ]  |
| 1970 | 1,0 procent | 0 / 165 | [ 8 ]  |
| 1971 | 1,4 procent | 0 / 183 | [ 9 ]  |
| 1975 | 1,2 procent | 0 / 183 | [ 10 ] |
| 1979 | 1,0 procent | 0 / 183 | [ 11 ] |
| 1983 | 0,7 procent | 0 / 183 | [ 12 ] |
| 1986 | 0,7 procent | 0 / 183 | [ 13 ] |
| 1990 | 0,6 procent | 0 / 183 | [ 14 ] |
| 1994 | 0,3 procent | 0 / 183 | [ 15 ] |
| 1995 | 0,3 procent | 0 / 183 | [ 16 ] |
| 1999 | 0,5 procent | 0 / 183 | [ 17 ] |
| 2002 | 0,6 procent | 0 / 183 | [ 18 ] |
| 2006 | 1,0 procent | 0 / 183 | [ 19 ] |
| 2008 | 0,8 procent | 0 / 183 | [ 20 ] |
| 2013 | 1,0 procent | 0 / 183 | [ 21 ] |
| 2017 | 0,8 procent | 0 / 183 | [ 22 ] |
| 2019 | 0,7 procent | 0 / 183 | [ 23 ] |

| Val  | Andel       | Mandat | Ref    |
| ---- | ----------- | ------ | ------ |
| 1996 | 0,5 procent | 0 / 21 | [ 24 ] |
| 1999 | 0,7 procent | 0 / 21 | [ 25 ] |
| 2004 | 0,8 procent | 0 / 18 | [ 26 ] |
| 2009 | 0,7 procent | 0 / 17 | [ 27 ] |
| 2014 | 2,1 procent | 0 / 18 | 1      |
| 2019 | 0,8 procent | 0 / 18 | [ 29 ] |

## Partiledare
- 1927–1965: Johann Koplenig
- 1965–1990: Franz Muhri
- 1990–1991: Walter Silbermayr och Susanne Sohn
- 1991–1994: Otto Bruckner, Margitta Kaltenegger och Julius Mende
- 1994–2006: Walter Baier
- 2006–2012: Melina Klaus och Mirko Messner
- sedan 2012: Mirko Messner